# Plath (cratère)
Plath est un cratère d'impact présent sur la surface de Mercure. 
Le cratère fut ainsi nommé par l'Union astronomique internationale en 2015 en hommage à la poétesse américaine Sylvia Plath. 
Son diamètre est de 35 km. Il se situe dans le quadrangle de Victoria (quadrangle H-2) de Mercure.